# حافظة الأقلام

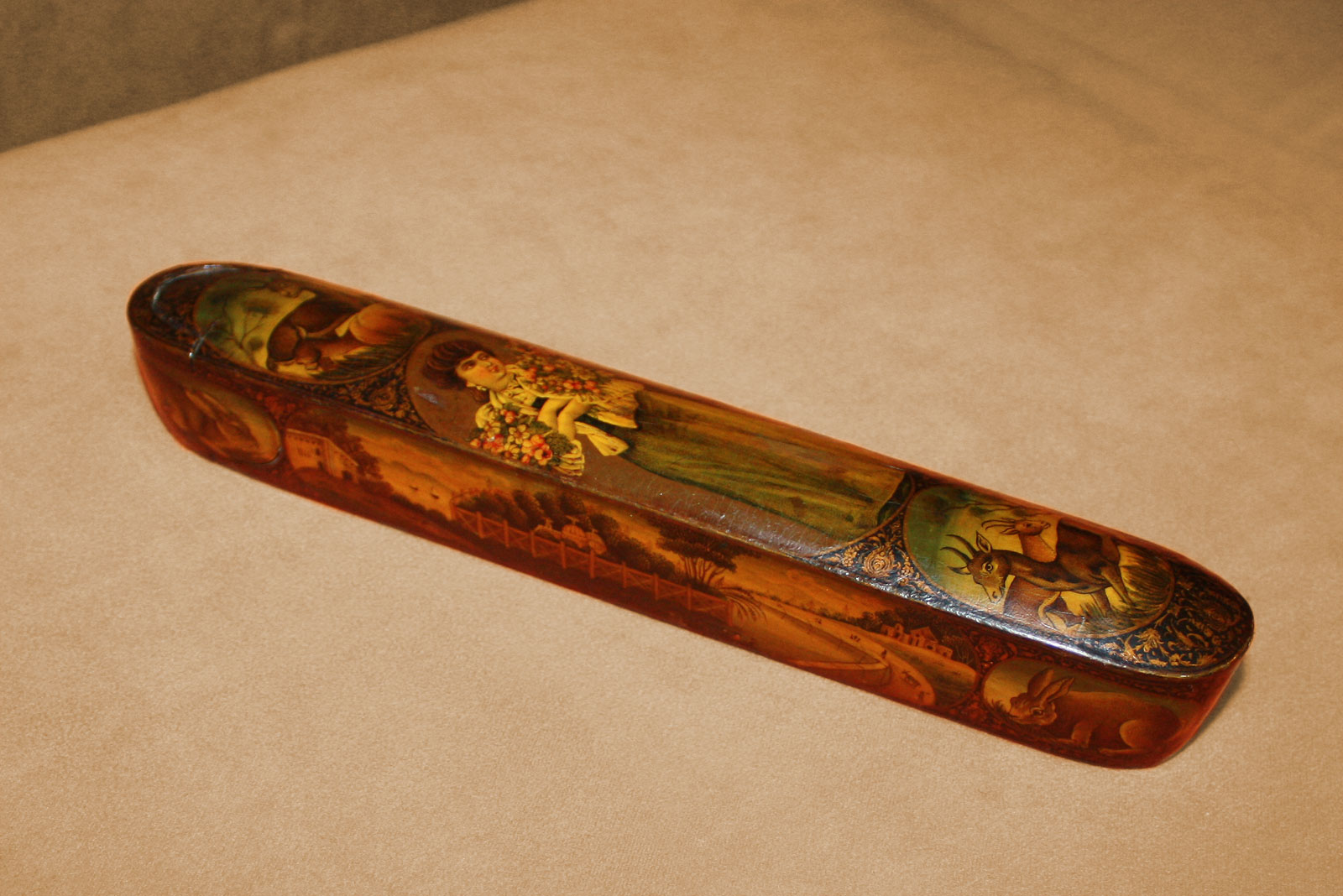
حافظة أقلام على طراز أعمال عبدالحسین صنیع همایون، رسام حامل الأقلام الشهير في العصر القاجاري.

حافظة الأقلام هي هيكل يشبه الصندوق مصنوع من الخشب أو الورق المقوى أو الورق المعجن [الإنجليزية]
 ويستخدم لتخزين أقلام الخط وأدوات الكتابة الأخرى، وقد انتشر في مشرق العالم الإسلامي.
عادة، تتكون حافظة القلم من جزأين: "الجزء الداخلي"، وهو مثل صندوق مفتوح بدون باب، والجزء الخارجي أو "غطاء حافظة القلم"، والذي يغطي الجزء الداخلي مثل الغلاف. الصندوق هو نوع من الصناديق المصنوعة من الورق المقوى أو الخشب والتي تحتوي على مكعب أسطواني مجوف. يتم تزيين سطح القلم بأنماط مختلفة من التصاميم النباتية والهندسية وأشكال الأشخاص والطيور أو الحيوانات. ويضعون فيه عادة أدوات الكتابة المختلفة، مثل أقلام القصب، ومبراة الأقلام ، والمقصات ، والكتبة؛ تميزَت في العصر الإسلامي بالنقوش والخطوط العربية.